# نیم‌کلای
نیم‌کلای (به انگلیسی: Nimkalay) یک شهر در پاکستان است که در Aloch Union Council واقع شده‌است.